# Confrontos entre Grêmio e Vasco da Gama no futebol
Confrontos entre Grêmio e Vasco da Gama no futebol são as partidas disputadas entre Grêmio Foot-Ball Porto Alegrense e Club de Regatas Vasco da Gama, dois clubes do futebol brasileiro dos estados do Rio Grande do Sul e Rio de Janeiro, respectivamente.

## História
O histórico do confronto Vasco–Grêmio remonta ao ano de 1945, quando ocorreu a primeira partida entre as equipes. Em 28 de julho, os cariocas do Expresso da Vitória golearam o Grêmio por 6–1 em amistoso realizado no Estádio da Timbaúva.
No Campeonato Brasileiro Série A, desde 1971, a vantagem é gremista. Em 65 jogos, o Grêmio venceu 29, o Vasco da Gama venceu 22 e houve ainda 14 empates.
As equipes já se encontraram três vezes em playoffs do Campeonato Brasileiro. Nas quartas-de-final de 1978, o cruzmaltino eliminou o tricolor gaúcho após dois empates por 1–1. Em 1982, o Grêmio se classificou nas oitavas-de-final com um empate em São Januário e vitória por 1–0 no Estádio Olímpico. Já no Brasileiro de 1984, o Vasco eliminou o Grêmio nas semifinais após derrota por 1–0 no Olímpico e vitória por 3–0 no Maracanã.
Na Copa Libertadores da América, gremistas e vascaínos já se enfrentaram em duas edições. Em 1990, houve uma vitória tricolor e um empate, em confrontos pela fase de grupos, que posteriormente também seriam considerados válidos como Supercopa do Brasil. Na ocasião, os gaúchos acabaram eliminados, enquanto os cariocas se classificaram às oitavas de final da competição. Já na Copa Libertadores de 1998, duelaram em quatro partidas: ainda na fase de grupos, uma vitória para cada lado; nas quartas de final, empate por 1–1 no Estádio Olímpico e vitória do Vasco por 1–0 em São Januário, que avançou e viria a se sagrar campeão do torneio.
Ainda há outros encontros continentais. Na Copa Mercosul de 1998, enfrentaram-se na fase de grupos da competição, onde na ocasião, o Grêmio venceu a partida no Estádio Olímpico por 1–0, enquanto o Vasco também venceu o jogo em São Januário pelo mesmo placar.

## Confrontos eliminatórios

### Em competições da Conmebol
- O Vasco eliminou o Grêmio nas quartas de final da Copa Libertadores de 1998.

### Em competições da CBF
- O Vasco eliminou o Grêmio nas quartas de final do Campeonato Brasileiro de 1978.
- O Grêmio eliminou o Vasco nas oitavas de final do Campeonato Brasileiro de 1982.
- O Vasco eliminou o Grêmio nas semifinais do Campeonato Brasileiro de 1984.
- O Grêmio venceu o Vasco na Supercopa do Brasil de 1990.
- O Grêmio eliminou o Vasco nas semifinais do Copa do Brasil de 1994.